# Aire-la-Ville
Aire-la-Ville település Svájcban, Genf kantonban. Lakosainak száma 1184 fő (2018. december 31.). Genf városának agglomerációjába sorolható. Aire-la-Ville Satigny községgel határos.

## Történelme
1564-től a Savoyai Hercegség része lett. 1601-ben a lyoni békeszerződés értelmében Franciaországhoz került. 1716 és 1816 között ismét Savoyához tartozott majd Genf kanton része lett.

## Népesség
A település népességének változása az elmúlt években:
| 2017 | 1 169 |
| 2018 | 1 184 |

Történelmi viszonylatban:

## Galéria

Légi felvétel 1953-ból
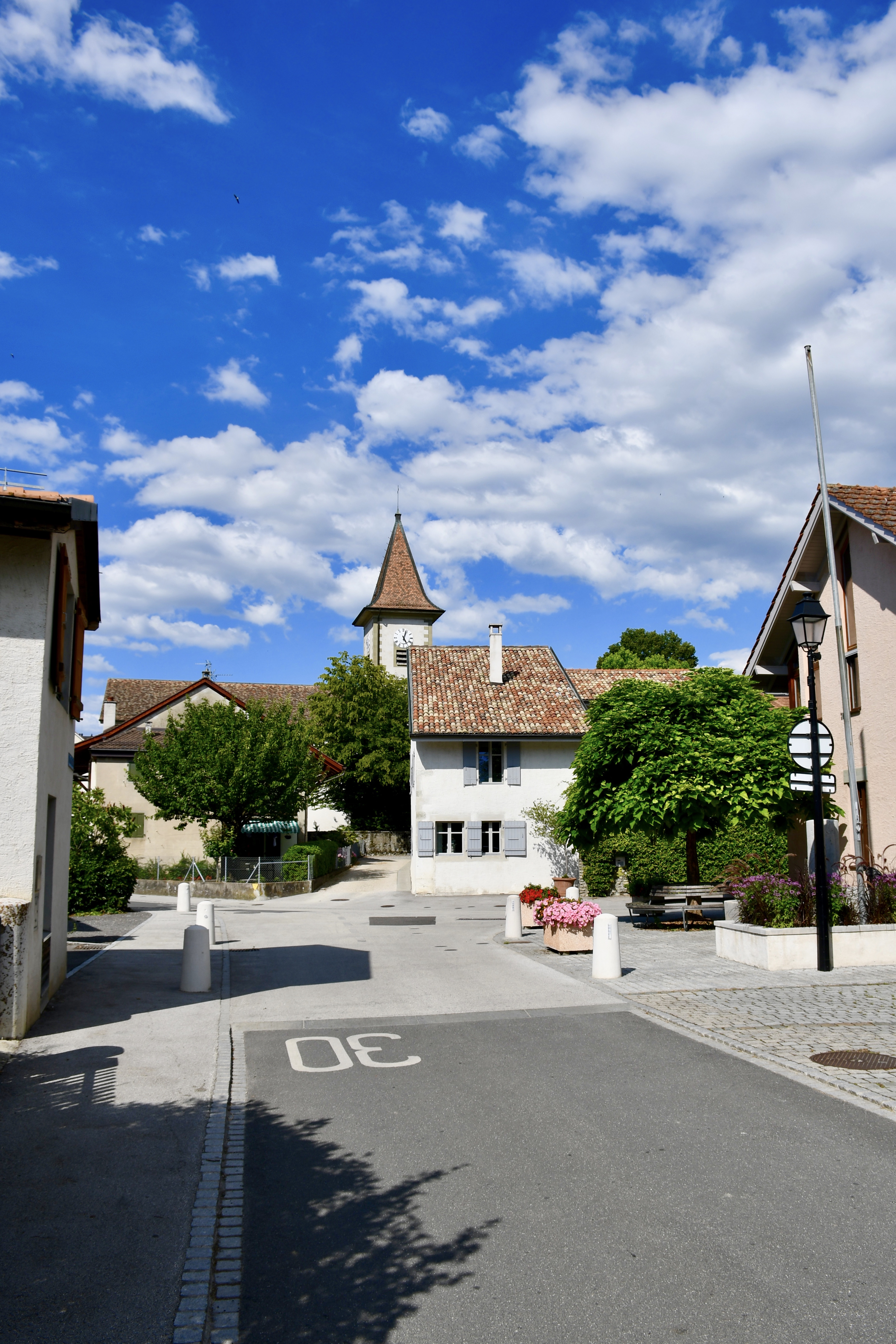
Utcakép
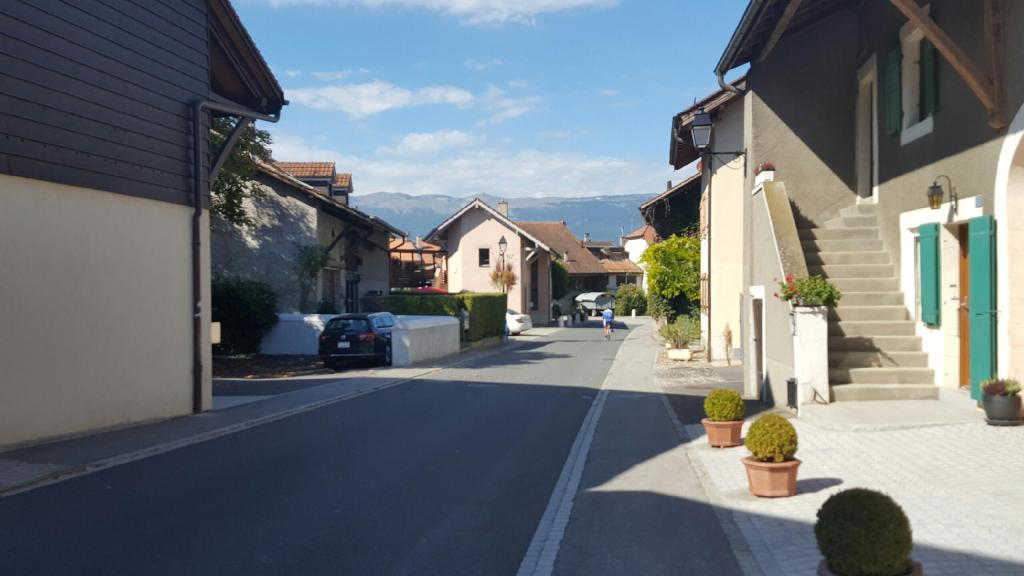
Aire-la-ville település